# Coup de tête (film, 1944)
Cet article concerne le film de René Le Hénaff. Pour le film de Jean-Jacques Annaud, voir Coup de tête.
Pour les articles homonymes, voir Coup de tête (homonymie).
Pour plus de détails, voir Fiche technique et Distribution.
Coup de tête est un film français réalisé en 1943 par René Le Hénaff, sorti en 1944.

## Fiche technique
Source : IMDb (sauf mention contraire)
- Titre : Coup de tête
- Réalisation : René Le Hénaff
- Scénario, adaptation et dialogues : Roland Dorgelès
- Photographie : René Gaveau
- Son : René-Christian Forget
- Décors : Jacques Colombier
- Montage : Marinette Cadix et René Le Hénaff
- Musique : René Sylviano
- Directeur de production : Édouard Harispuru
- Société de production et de distribution : Compagnie Commerciale Française Cinématographique (CCFC)
- Pays d'origine :  France
- Langue : français
- Format :  Noir et blanc - 35 mm - Son mono
- Genre : Comédie dramatique[1]
- Durée : 99 min[2]
- Date de sortie : 
  - France - 13 octobre 1944
- Affiche : Guy-Gérard Noël (France)

## Distribution
- André Alerme : Lambercier, le président du Consortium Immobilier, père de Nadine
- Pierre Mingand : Noël Guiscard, un ancien officier d'Afrique devenu simple vendeur, fondateur de la société La Sauvegarde
- Josseline Gaël : Colette de Saint-Elme, son amie
- Jean Tissier : Monsieur Beaufland
- Gisèle Casadesus : Nadine Lambercier, la fille de Lambercier dont Noël tombera amoureux
- Marcel André : Pongibaud, un ancien associé de Lambercier évincé par ce dernier, qui exerce à son encontre un odieux chantage
- Maurice Baquet : le chef d'orchestre de l'Ambassador
- Jacques Baumer : Vorage, un directeur de journal complice de Pongibaud
- Jean Brochard : Brussac, un financier véreux
- Assane Diouf : le boxeur noir, membre de la Sauvegarde
- Jeanne Fusier-Gir : Madame Lambercier
- Jacques Grétillat : le valet de pied
- Charles Moulin : le borgne, membre de la Sauvegarde
- Alfred Pasquali : le poids mouche bègue
- Robert Pizani : le maître d'hôtel de l'Ambassador
- Alexandre Rignault : un membre de la Sauvegarde
- Paul Demange : le chef de rayon
- Marcel Pérès : le contremaître
- Arlette Guttinger  : Mlle Paméla, la chanteuse à l'Ambassador
- Erno Crisa : le directeur de l'Ambassador
- Milly Mathis : Maman Battista
- Noëlle Norman : la fille de Maman Battista
- Pierre Magnier : Monsieur de Sergy
- Renaud Mary : Alban de Sergy, prétendant de Nadine
- Paul Ollivier : le président de la banque
- Pierre Sergeol : un membre de la Sauvegarde
- Kairoly : un membre de la Sauvegarde
- Odette Talazac : une cliente à l'Ambassador
- Georgette Tissier
- Maxime Fabert
- Henri Charrett
- Léon Bary
- Guichot
- Maurice Salabert
- Pierre Collet